# 47a Divisió (Exèrcit Popular de la República)
La 47a Divisió va ser una de les divisions de l'Exèrcit Popular de la República que es van organitzar durant la Guerra Civil espanyola sobre la base de les Brigades Mixtes. Va prendre part en les batalles de Brunete, Terol i Llevant.

## Historial
La divisió va ser creada al juny de 1937 en el front del Centre. Va quedar constituïda per les brigades mixtes 69a, 99a i 151a; el comandament va ser conferit al major de milícies Gustavo Durán Martínez, comandant veterà de la 69a Brigada Mixta.
Un mes després la divisió va quedar situada com a reserva de l'Exèrcit republicà de cara a la batalla de Brunete.
El desembre de 1937 la unitat es trobava desplegada en la zona de Conca-Tarancón, com a reserva de les forces republicanes que operaven a Terol. A la fi de desembre va ser enviada al capdavant per a fer front a la contraofensiva franquista, quedant adscrita al V Cos d'Exèrcit. La 47a Divisió va llançar furiosos contraatacs a La Muela entre l'1 i el 3 de gener de 1938, aconseguint el 4 de gener que la 1a Divisió de Navarra fugís de les seves posicions. Al febrer, al començament de la batalla de l'Alfambra, romania en la rodalia de Terol; quan es va consumar el desastre republicà de l'Alfambra, la unitat va rellevar a la 67a Divisió.
Durant la campanya d'Aragó la unitat va quedar molt infringida, quedant separada del V Cos d'Exèrcit després del tall en dos de la zona republicana. El comandament de la divisió el tindria el major de milícies José Recalde Vela, veterà de la guerra al Nord. A l'abril les restes de la divisió es trobaven en el sector costaner al nord de Castelló. La divisió acabaria sent dissolta, tot i que posteriorment seria recreada novament i assignada al XXII Cos d'Exèrcit. Després de ser reorganitzada, durant la primavera i l'estiu de 1938 la unitat va prendre part en els combats de la campanya de Llevant, fent front a l'ofensiva franquista.
El gener de 1939, integrada en el XXII Cos d'Exèrcit, va participar en la batalla de Peñarroya. Amb el suport de la 10a Divisió, la 47a va trencar el front defensat per la 22a Divisió franquista i va avançar sense oposició fins a prendre La Granjuela, molt endinsada en el territori enemic. Durant les següents jornades va realitzar nous atacs, aconseguint les localitats de Coronada i Fuenteovejuna, si bé el front acabaria estabilitzant-se. La 47a Divisió, que va tenir una destacada actuació durant la batalla, va ser l'última unitat a retirar-se la bossa de Valsequillo. Després del final dels combats va tornar al front de Llevant. Al març de 1939, quan es va produir el cop de Casado, el major Recalde es va oposar al cop i —després de destituir el coronel Juan Ibarrola Orueta— va arribar a assumir el comandament del XXII Cos d'Exèrcit. La unitat s'autodissolgué al final de la contesa.

## Comandaments
Comandants
- major de milícies Gustavo Durán Martínez;
- major de milícies José Recalde Vela;[14]

Comissaris
- Álvaro Peláez Antón, del PCE;
- Félix Navarro Serrano, del PCE;[15]
- Diego Pastor Alonso, del PCE;[16]

Cap d'Estat Major
- major de milícies Ernst Adam;

## Ordre de batalla
| Data                | Cos d'Exèrcit adscrit | Brigades Mixtes integrades | Front de batalla |
| Juny de 1937        | —                     | 69a, 99a i 151a            | Centre           |
| 10 d'agost de 1937  | XVIII Cos d'Exèrcit   | 49a, 69a i 99a             | Centre           |
| Desembre de 1937    | V Cos d'Exèrcit       | 49a i 69a                  | Terol            |
| Febrer-Març de 1938 | V Cos d'Exèrcit       | 49a, 69a i 6a              | Aragó            |
| Agost de 1938       | XXII Cos d'Exèrcit    | 49a, 69a i 74a             | Llevant          |